# Giraglia
Isla de Giraglia (en francés: Île de Giraglia; en corso: Isula di a Giraglia) es una isla francesa en el extremo norte de Córcega en el mar Mediterráneo, conocida por su faro y Torra di Giraglia, una torre genovesa, que es un Monumento Histórico oficial de Francia.
La Giraglia Rolex Cup, una regata anual de quilla, fue nombrada así por esta isla. La carrera comienza en St. Tropez, Francia, pasa a través del Îles d'Hyères cerca de Giraglia, y luego remata en Génova, Italia, por una distancia total de 243 millas náuticas (450 km).